# 石路头站
石路头站位于中华人民共和国浙江省宁波市海曙区高桥镇，是宁波轨道交通1号线规划中的地铁车站，亦是其西端起点站。计划于2026年启用。

## 车站形制
石路头站位于海曙区高桥镇，既有江南停车场场区内，沿通途西路东西向布置。车站为高架三层侧式车站，长121.4米，宽22.6米，车站建筑面积为8450平方米，站前设置交叉渡线，站后预留延伸条件。

## 出口
石路头站设置1座出入天桥，共有2个地面出入口。